# Riu Gorgos
Riu Gorgos este o arie protejată (sit de importanță comunitară — SCI) din Spania întinsă pe o suprafață de 777,36 ha, integral pe uscat.

## Localizare
Centrul sitului Riu Gorgos este situat la coordonatele 38°45′21″N 0°03′44″W / 38.7558°N 0.0622°V.

## Înființare
Situl Riu Gorgos a fost declarat sit de importanță comunitară în iulie 2001 pentru a proteja .

## Biodiversitate
Situată în ecoregiunea mediteraneană, aria protejată conține 4 habitate naturale: Galerii de Salix alba și de Populus alba, Râuri mediteraneene cu debit intermitent, cu specii de Paspalo-Agrostidion, Râuri mediteraneene cu debit permanent cu specii de Paspalo-Agrostidion și galerii riverane de Salix și de Populus alba, Galerii și tufărișuri riverane sudice (Nerio-Tamaricetea și Securinegion tinctoriae).
La baza desemnării sitului se află un număr nedeclarat de specii protejate: